# 津基夫齊
48°41′6″N 26°33′16″E / 48.68500°N 26.55444°E
津基夫齊（烏克蘭語：Зіньківці）是位於烏克蘭西部赫梅利尼茨基州的卡緬涅茨-波多利斯基區的村莊，始建於1493年，面積1.4平方公里，2001年人口851，人口密度每平方公里610人。